# Paul Leterrier
Pour les articles homonymes, voir Leterrier.
Paul Leterrier, né le 21 décembre 1921 au Havre (Seine-Maritime) est un militaire français engagé dans le 1er régiment de fusiliers marins et les forces françaises libres.
Il est le dernier survivant des fusiliers marins de la bataille de Bir Hakeim.

## Biographie

### Jeunesse
Dès l'âge de quinze ans, Paul Leterrier devient garçon de cabine de la Compagnie générale transatlantique, embarquant au sein du paquebot le Normandie. Il est également ouvrier à l'usine d'armements de Schneider et Cie à Le Havre, serveur au Grand hôtel Frascati et à la brasserie Paillette, dans la même ville.
Après l'armistice de juin 1940, il parvient à se rendre en zone libre et s'engage dans la marine du régime de Vichy dans l'espoir de pouvoir déserter et rejoindre les forces françaises libres.

### Enrôlement dans la France libre et batailles
Lors d'une escale à Beyrouth en septembre 1941, avec la marine du régime collaborateur à bord du navire le Colombie,, Paul Leterrier échappe à la surveillance de son équipage et déserte. Intérrogé par les services de renseignements anglais, il rejoint leurs troupes et s'engage dans la 1re brigade française libre.
En mai 1942, il est l'un des 3 700 hommes engagé dans la bataille de Bir Hakeim. Paul Leterrier raconte y avoir été blessé deux fois, notamment une première fois en recevant des éclats au dos, aux jambes, à l'abdomen et les poumons, envoyés par un Messerschmitt Bf 108 Taifun.
La seconde fois, toujours lors de Bir Hakeim le 9 juin 1942, il est à nouveau blessé lorsque son unité est encerclée par les allemands, recevant un tir d'artillerie et un éclat dans la cuisse, parvenant à le retirer avec ses doigts, selon le militaire.
La même année, en 1942, il est également engagé dans la seconde bataille d'El Alamein en Égypte. Il prend ensuite part à la Campagne de Tunisie en mai 1943, au cours de laquelle il rencontre le Premier ministre du Royaume-Uni Winston Churchill à Carthage. Il est envoyé en Italie en 1944 à la Bataille de Monte Cassino.
Il participe au débarquement de Provence le 15 août 1944 et participe à la libération du territoire, depuis la vallée du Rhône et jusqu’en Alsace.

### Après la guerre
Après la Seconde Guerre mondiale, Paul Leterrier s'engage dans les services de renseignement français, il est recruté en 1958 au sein de la Direction de la Surveillance du territoire (DST), l'ancêtre de la Direction générale de la Sécurité intérieure (DGSI).
Il se rend dans la famille de Charles Régereau, son meilleur ami tué par un officier allemand, et il y rencontre sa future femme Marianne, la sœur cadette du frère d'armes et ils se marient en 1946.
En juin 2018, il publie un ouvrage en forme de témoignage retraçant son parcours lors de la bataille de Bir Hakeim et la Seconde Guerre mondiale. L'ouvrage est titré « J'étais fusilier marin à Bir Hakeim ; le récit inédit d'un des derniers témoins » et publié aux Éditions Pierre de Taillac.
Le 13 décembre 2021, à l'occasion de son centième anniversaire, il se voit remettre l'insigne de Commandeur de la Légion d'honneur. La cérémonie se déroule sur la place d’arme de la compagnie de fusiliers marins Le Goffic de Cherbourg. La distinction lui est remis par le vice-amiral Philippe Dutrieux, préfet maritime de la Manche et de la Mer du Nord, lequel revient sur le parcours du vétéran désormais à Digosville.
La ville de Cherbourg rend également hommage à Paul Leterrier à l'occasion de son centième anniversaire, avec la remise à son domicile d'un bouquet de fleurs et d'une lettre du maire, Benoît Arrivé.
Le 11 juin 2022, à l'occasion des 80 ans de la bataille de Bir Hakeim dont il est le dernier survivant parmi les fusiliers marins, il accorde un entretien au journal Le Figaro. En décembre 2023, sa femme Marianne, avec qui il fut marié pendant soixante-dix-sept ans, décède dans la nuit du 24 au 25. En 2024, il réside dans sa maison de retraite de la Bucaille à Cherbourg.

## Distinctions
- Commandeur de la Légion d'honneur[11], décoré par le vice-amiral Philippe Dutrieux le 13 décembre 2021[2]
  -  Officier de la Légion d'honneur en 2002[12]
  -  Chevalier de la Légion d'honneur en 1983[12]
- Médaille militaire
- Croix de guerre 1939–1945 (2 citations)
- Croix de la Valeur militaire (1 citation)
- Médaille de la Résistance française par décret du 11 mars 1947[13]
- Médaille des évadés
- Croix du combattant volontaire de la Résistance
- Croix du combattant
- Médaille coloniale
- Médaille commémorative des services volontaires dans la France libre
- Médaille commémorative de la campagne d'Italie (1943–1944)
- Médaille commémorative des opérations de sécurité et de maintien de l'ordre
- Insigne des blessés militaires (3 étoiles)

## Publications
- Paul Leterrier, J'étais fusilier marin à Bir Hakeim. Souvenirs inédits d'un des derniers témoins, Paris, Pierre de Taillac, 2018 (ISBN 978-2-36445-120-9).